# Диас, Фарид
Фари́д Альфо́нсо Ди́ас Рена́льс (исп. Farid Alfonso Díaz Rhenals; 20 июля 1983, Вальедупар, Колумбия) — колумбийский футболист, защитник. Выступал за сборную Колумбии. Участник чемпионата мира 2018 года.

## Клубная карьера
Диас начал карьеру в клубе «Атлетико Букараманга». В команде он провёл три сезона, после чего без особого успеха выступал за «Депортиво Рионегро», «Атлетико Хуниор» и «Ла Экидад». В начале 2009 года Фарид присоединился к «Энвигадо». 8 февраля в матче против «Депортиво Кали» он дебютировал за новую команду. В начале 2010 года Диас на правах аренды перешёл в «Депортиво Перейра». 28 марта в поединке против «Реал Картахена» он дебютировал за новый клуб. После окончания аренды Фарид вернулся в «Энвигадо».
В начале 2012 года Диас перешёл в «Атлетико Насьональ». 19 февраля в матче против «Мильонариос» он дебютировал за новую команду. В своём дебютном сезоне Фарид выиграл и Апертуру, и Финалисасьон. 30 марта 2014 года в поединке против «Санта-Фе» он забил свой первый гол в Кубке Мустанга. В 2014 и 2015 годах Фарил ещё дважды стал чемпионом страны. В 2016 году Фарид стал обладателем Кубка Либертадорес в составе «Атлетико Насьональ».
Летом 2017 года Диас перешёл в парагвайскую «Олимпию». 22 июля в матче против «Соль де Америка» он дебютировал в парагвайской Примере.

## Международная карьера
24 марта 2016 года в отборочном матче чемпионата мира 2018 против сборной Боливии Диас дебютировал за сборную Колумбии.
Летом 2016 года Диас принял участие в Кубке Америки в США. На турнире он сыграл в матчах против команд США, Парагвая и Перу.
В мае 2018 года Диас был включён в предварительный состав сборной Колумбии на предстоящий Чемпионат мира в России. Изначально он не попал в финальный список, но позднее заменил травмировавшегося Франка Фабру.
В 2018 году в Диас принял участие в чемпионате мира 2018 года в России. На турнире он был запасным и на поле не вышел.

## Статистика

### Сборная
| Команда  | Год   | Игр | Голы |
| -------- | ----- | --- | ---- |
| Колумбия |       |     |      |
| 2016     | 11    | 0   |      |
| 2017     | 2     | 0   |      |
| Всего    | Всего | 13  | 0    |

## Достижения
Командные
 «Олимпия»
- Чемпионат Парагвая — Апертура 2018

 «Атлетико Насьональ»
- Чемпионат Колумбии — Апертура 2013
- Чемпионат Колумбии — Финалисасьон 2013
- Чемпионат Колумбии — Апертура 2014
- Чемпионат Колумбии — Финалисасьон 2015
- Чемпионат Колумбии — Апертура 2017
- Обладатель Кубка Колумбии — 2012
- Обладатель Кубка Колумбии — 2013
- Обладатель Кубка Колумбии — 2016
- Обладатель Кубка Либертадорес — 2016

Международные
 Колумбия
- Кубок Америки — 2016